# Jan-Ove Waldner
Jan-Ove Waldner (n. 3 octombrie 1965, Stockholm, Suedia) este un jucător de tenis de masă ce a reprezentat Suedia, medaliat olimpic. A participat la 5 ediții ale Jocurilor Olimpice (1988, 1992, 1996, 2000, 2004) în care a câștigat o medalie de aur și o medalie de argint.